# Воллес Гоу
Воллес Гоу (англ. Wallace Howe; 4 березня 1878, Фітчбург, Массачусетс — 23 листопада 1957, Лос-Анджелес, Каліфорнія), народжений як Орландо Воллес Гоу) — американський кіноактор. Він знявся у 104 фільмах між 1918 і 1936 роками, включаючи багато фільмів з Гарольдом Ллойдом і Стеном Лорелом, а також у короткометражних фільмах з оригінальною «Нашою бандою».

## Вибрана фільмографія
- 1919 — Весняна лихоманка / Spring Fever
- 1920 — Запаморочення / High and Dizzy
- 1923 — Навіщо турбуватися?
- 1936 — Молочний шлях